# Jennifer Shahade
Jennifer „Jen“ Shahade (* 31. Dezember 1980 in Philadelphia) ist eine US-amerikanische Schach- und Pokerspielerin, Trainerin, Kommentatorin, Funktionärin, Bloggerin, Spieleautorin, Künstlerin, Redakteurin und Autorin.

## Leben
Sie wuchs in einem akademisch geprägten Haushalt auf. Ihr Vater Mike Shahade ist FIDE-Meister, ihre Mutter Sally Solomon († 2013) lehrte für annähernd vier Jahrzehnte als Chemieprofessorin an der Drexel University und ihr älterer Bruder Gregory Shahade (* 1978) ist Internationaler Meister im Schach. Beide Geschwister wurden von den Eltern dazu angehalten, ein erfülltes und kreatives Leben in individueller, freier Gestaltung zu führen und sich nach Möglichkeit mehr als nur eine Einkommensquelle zu erschließen. Jennifer Shahade lebt in ihrer Geburtsstadt Philadelphia und hat einen Abschluss in Komparatistik von der New York University.

### Schach
Das Schachspiel erlernte Shahade bereits als Kleinkind von ihrem Vater, im Alter von 15 Jahren erhielt sie ihre erste Elo-Zahl. Im Dezember 1995 nahm sie an der U-18-Jugendweltmeisterschaft der Mädchen im brasilianischen Guarapuava teil (+3 =2 −5), und 1998 gewann sie die US Junior Open – als bis heute einzige Frau. In der armenischen Hauptstadt Jerewan trat sie im September 1999 bei der U-20-Juniorinnenweltmeisterschaft an (+5 =5 −2).
Bei der Schacholympiade 2000 der Frauen in Istanbul gehörte sie zum Aufgebot der Vereinigten Staaten. Am dritten Brett gelang ihr eine sehr überzeugende Leistung (+7 =1 −3). Im Januar 2002 spielte sie in Seattle um die US-amerikanischen Meisterschaft. Diese wurde in jenem Jahr erstmals in einem neuartigen Format ausgetragen: Die Männer- und die Frauenmeisterschaft wurden kombiniert (getrennte Wertungen aber beibehalten), so dass auch Mann-Frau-Paarungen über den Titel entscheiden konnten. Shahade zeigte sich in bestechender Form und schaffte es, sich nach neun Runden ausschließlich gegen männliche Kontrahenten (+3 =4 −2) den Frauen-Titel zu sichern. Gleich in der ersten Runde schlug sie dabei Großmeister Gennadij Sagalchik, später folgten Unentschieden unter anderem gegen die Großmeister Sergei Kudrin, John Fedorowicz und Yasser Seirawan. Dadurch hatte sie schon vor der letzten Runde ihre jeweils erste WGM- und IM-Norm. Ein Sieg gegen Alexander Stripunsky hätte einen geteilten dritten Platz in der Kombinationswertung und eine GM-Norm bedeutet. Sie verlor jedoch in einem spannenden Endspiel.
Im Herbst gleichen Jahres vertrat sie die Frauenauswahl der USA im slowenischen Bled bei ihrer zweiten Schacholympiade. Dort spielte sie abermals am dritten Brett (+6 =0 −5) und erfüllte ihre zweite WGM-Norm. Mit Anna Hahn und Irina Krush teilte sie sich im Januar 2003 den ersten Platz bei den nationalen Meisterschaften und erreichte damit ihre jeweils zweite IM- und dritte WGM-Norm. Letztlich gewann Hahn den Titel nach einem Schnellschach-Entscheidungskampf. Shahade spielte im weiteren Jahresverlauf in Miami für ihre Universität beim Pan American Intercollegiate Team Chess Championship. Anfang 2004 wurde sie erneut US-amerikanische Meisterin und im Mai war sie eine der 64 Spielerinnen, die im russischen Elista im K.-o.-Turnier der Schachweltmeisterschaft der Frauen antraten. Shahade musste sich allerdings bereits in der ersten Runde Nana Dsagnidse aus Georgien mit ½:1½ geschlagen geben. Einige Monate später reiste sie im Oktober zu ihrer dritten und bislang letzten Schacholympiade nach Calvià in Spanien. Als Reservespielerin der US-amerikanischen Frauenmannschaft absolvierte sie zwei Partien (+0 =1 −1) und gewann mit ihren drei Mitspielerinnen Zsuzsa Polgár, Irina Krush und Anna Zatonskih die Silbermedaille in der Mannschaftswertung. Im Oktober 2005 wurde sie zur Frauen-Großmeisterin ernannt. Seit dem im Juli 2005 ausgetragenen Curaçao Festival hat Shahade keine Elo-gewertete Partie mehr gespielt und wird daher als inaktiv geführt. Wenig erfolgreich verlief für sie die Teilnahme an den ersten Weltdenksportspielen im Oktober 2008 in Peking. Sowohl im Blitz- (zusammengefasst: +8 =2 −11) als auch im Schnellschach (zusammengefasst: +4 =5 −8) spielte sie dabei für die Einzel- und die Teamwertung der Frauen, konnte sich aber in keiner der vier Disziplinen in den Medaillenrängen platzieren.

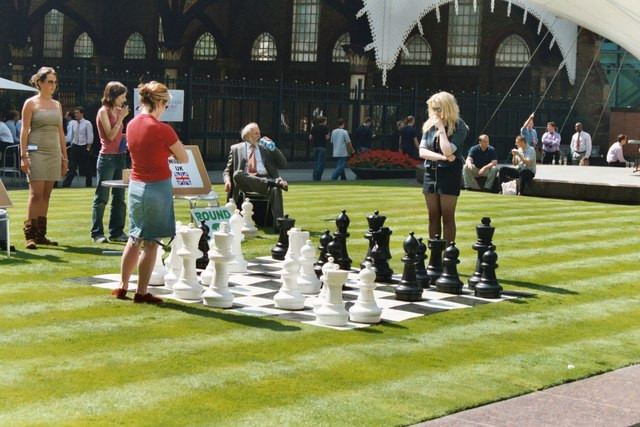
Freiluftschach am 20. August 2003 im Londoner Broadgate Centre. Shahade spielt mit Weiß gegen die Britin Alexandra Wilson. Sitzend entspannt Michael Basman.

2006 engagierte die United States Chess Federation (USCF) Shahade als Online-Chefredakteurin zur Betreuung ihrer Internetseiten. Für die USCF kommentiert sie auch regelmäßig Partien. Sie ist Aufsichtsratsmitglied der in St. Louis ansässigen World Chess Hall of Fame und war von 2009 bis 2013 Vorsitzende des Ausschusses für die US-Schachmeisterschaften, die in dieser Zeit alle vom Chess Club and Scholastic Center of Saint Louis ausgerichtet wurden. Darüber hinaus hält Shahade Vorträge im ganzen Land (unter anderem am Massachusetts Institute of Technology und im Philadelphia Museum of Art), spielt international Schaukämpfe im Simultanschach gegen bis zu 50 Gegner (etwa in Shanghai und Soweto) und schreibt regelmäßig für unterschiedliche Medien; ihre Artikel wurden bisher beispielsweise in der Los Angeles Times, in The New York Times, in den Schachzeitschriften Chess Life und New In Chess sowie auf diversen schachbezogenen Websites veröffentlicht.
Zusammen mit Jean Hoffman gründete Shahade im Oktober 2007 die Non-Profit-Organisation 9 Queens, die zurzeit Programme in Philadelphia und Tucson anbietet. Ziel ist es, für Schachbildung zu werben und diese auch bereitzustellen. Die Angebote – Vorträge, regelmäßige Übungseinheiten und Betreuungen – richten sich an benachteiligte Jugendliche und unterrepräsentierte Bevölkerungsgruppen, speziell an Mädchen und Risikojugendliche. Alle sollen die gleichen Möglichkeiten erhalten, damit sie zumindest im Schach ihre Potentiale voll ausschöpfen können. Mithilfe des Schach wollen die Mitarbeiter die Kinder und Jugendlichen motivieren, mental stärken und beschäftigen, um den Grundstein für persönlichen und akademischen Erfolg zu legen. Von 9 Queens und After School Activities Partnership gesponsert, unterrichtet Shahade zudem monatliche Workshops für Frauen in der Free Library of Philadelphia. Über viele Jahre hat Shahade auch Schüler für die in New York City ansässige Non-Profit-Organisation Chess in the Schools unterrichtet.
In der United States Chess League spielte sie 2005 und 2006 für die New York Knights, 2008 und 2009 für die Philadelphia Inventors.
| Die zur Anzeige dieser Grafik verwendete Erweiterung wurde dauerhaft deaktiviert. Wir arbeiten aktuell daran, diese und weitere betroffene Grafiken auf ein neues Format umzustellen. (Mehr dazu) |

### Poker
Von ihrem Bruder, der neben seiner Schachkarriere auch acht Jahre lang Onlinepokerprofi war, lernte sie das Kartenspiel. Vor dem „Black Friday“ am 15. April 2011 – der Schließung mehrerer Onlinepokerräume in den USA wegen angeblicher Geldwäsche, illegalem Glücksspiel und Bankbetrug – spielte auch Jennifer Shahade hauptsächlich Onlinepoker und nahm nur an wenigen Live-Events teil. Sie spielte anfangs Sit and Go und gelegentlich Cash Games. Ihr Hauptaugenmerk lag auf No Limit Texas Hold’em. Im Laufe der Zeit wuchs ihr Interesse, auch die anderen Varianten des Spiels kennenzulernen. So wandte sie sich zunächst Omaha Hold’em, Seven Card Stud und vor allem Chinese Poker sowie bald darauf dessen Varietät Open-face Chinese Poker zu, die sie begeisterte. Nach eigenen Angaben investierte sie viel Zeit, um Open-face-Strategien zu erlernen und zu vertiefen. Sie hat die Ambition, sich zu verbessern, weist aber gleichzeitig auch auf ihre zahlreichen anderen Verpflichtungen hin.
Seit 2007 tritt Shahade bei Turnieren der World Series of Poker am Las Vegas Strip an; 2012 spielte sie bei acht derartigen Veranstaltungen. Einige Male erspielte sie sich Preisgelder (bislang knapp 150.000 US-Dollar) und 2013 gewann sie ein Open-face-Chinese-Turnier im Aria Resort & Casino am Las Vegas Strip. Shahade schreibt unregelmäßig für Card Player und Poker Player sowie mehrere Blogs und nahm im September 2013 an der Poker-Podiumsdiskussion auf der Global Gaming Expo am Las Vegas Strip teil. Seit 2014 ist sie unter dem Nickname jenium Botschafterin des Onlinepokerraumes PokerStars, zudem arbeitet sie als Trainerin bei RunItOnce.com.
Insgesamt hat sich Shahade mit Poker bei Live-Turnieren knapp 500.000 US-Dollar erspielt. Ihr Podcast The Grid wurde im März 2020 als bester Poker-Podcast mit einem Global Poker Award ausgezeichnet. Für ihren im Wall Street Journal erschienenen Artikel „How Becoming a Poker Pro Helped Me Accept a Personal Tragedy“ erhielt sie Anfang März 2023 ebenfalls einen Global Poker Award.

### Kunst und Spiele
Jennifer Shahade ist auch als freischaffende Künstlerin aktiv und entwickelte mehrere neue Spiele, beziehungsweise Spielvariationen. Ausgehend vom 2009 erschienenen Buch Marcel Duchamp. The Art of Chess – für das sie die Analyse von 15 Partien beisteuerte – beschäftigte sie sich intensiver mit dem Maler und Objektkünstler, der als Mitbegründer der Konzeptkunst gilt und zu den Wegbegleitern des Dadaismus und Surrealismus zählt. Inspiriert von einem 1963 entstandenen Fotografie Julian Wassers, für die Duchamp und die entkleidete Künstlerin und Autorin Eve Babitz (1943–2021) schachspielend in einer Retrospektive Duchamps im Norton Simon Museum posieren, schuf Shahade beispielsweise den etwa zweiminütigen Film Naked Chess. In diesem spielt sie eine Partie Duchamps gegen E. Smith nach, die 1928 in Hyères stattfand. Auf einer 1924 in Paris gegen den Rumänen G. Davidescu gespielten Partie hingegen basieren die Schachzüge, die in ihrem Kunstarrangement Hulachess ausgeführt werden. Shahade und eine Kontrahentin spielen dabei auf einem frei von der Decke hängenden Brett, während sie gleichzeitig „Hula Hoop“-Reifen jonglieren. Während Duchamp das Spiel verlor, zeigt Shahade in dem fünfminütigen Film, dass ein besserer Zug in einer Schlüsselstellung zu Dauerschach geführt hätte. Aus über 23.000 Einsendungen wurde der Clip im Jahr 2010 als einer von 125 für die Online-Galerie der ersten Ausgabe des biennalen Kreativvideo-Wettbewerbes YouTube Play ausgewählt, der in Kooperation mit der Solomon R. Guggenheim Foundation veranstaltet wird. Beide Projekte – Naked Chess und Hulachess – entstanden mit Unterstützung von Daniel Meirom.
Ebenfalls zusammen mit Daniel Meirom sowie mit ihrem Bruder kreierte Shahade auch X Chess Championships, eine eigene Online-Realityshow. Darüber hinaus postet sie auf der Homepage pokerfairytale.com künstlerische Videos, an deren Produktion auch Meirom beteiligt ist.
Getrieben von Neugier, der Vorliebe für Denkspiele und dem Wunsch, Schach zu popularisieren, entwarf sie auch einige neue Spielkonzeptionen. Chinese poker chess zum Beispiel ist eine Verknüpfung der beiden Spiele. Zusammen mit dem Künstler und Kurator Larry List entwickelte sie für die Show Chance Aesthetics in St. Louis Roulette chess: Das Drehen an einem Rad bestimmt, welche Figur als Nächstes gezogen werden muss. Dadurch kommt der Faktor „Glück“ ins Spiel. So können mit einer höheren Wahrscheinlichkeit auch schwächere gegen stärkere Gegner siegen, was ansonst im Schach selten passiert.
Ferner half Shahade (oftmals als Teilnehmerin) bei der Organisation von Veranstaltungen in Kunstgalerien und Museen – etwa im New Yorker Noguchi Museum, im Contemporary Art Museum St. Louis, in der Saint Louis University Museum of Art, im Whitney Museum of American Art, bei der Kunstenaarssociëteit De Kring in Amsterdam, im Viewing Room Gallery in New York, in der Haudenschild Garage in San Diego oder im Mildred Lane Kemper Art Museum in St. Louis.

## Publikationen
- J. Shahade: Chess Bitch. Women in the Ultimate Intellectual Sport. Los Angeles 2005, ISBN 1-890085-09-X.
  - Revised edition: Chess Queens. The True Story of a Chess Champion and the Greatest Female Players of All Time. London 2022. ISBN 9781399701372.
- B. Bailey, F. Naumann, J. Shahade: Marcel Duchamp. The Art of Chess. New York City 2009, ISBN 978-0-9800556-2-7.
- J. Shahade: Play Like a Girl! Newton 2011, ISBN 978-1-936277-03-2.